# Plodolist

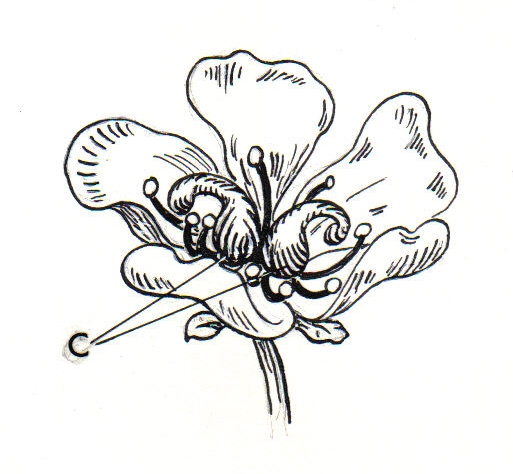
C: Plodolist

Plodolist, také karpel (lat. carpellum), je specializovaný listový útvar semenných rostlin (megasporofyl), který nese vajíčka. Může mít různou podobu: např. u rostlin nahosemenných se jedná skutečně o list, který je plochý a na kterém volně leží vajíčka a později semena; u rostlin krytosemenných se z plodolistů vytváří pestík, ve kterém jsou vajíčka uložena. Soubor plodolistů se nazývá gyneceum. Jednotlivý plodolist se nazývá karpel.

## Stavba plodolistu
U krytosemenných rostlin plodolisty srůstají v dutý pestík, který je rozlišený na část dolní - semeník, část střední - čnělku a část horní - bliznu. V semeníku jsou ukryta vajíčka obsahující samičí pohlavní buňky. Podle polohy semeníku vzhledem ke květnímu lůžku rozlišujeme semeník svrchní, polospodní a spodní.